# Anne Clark
Anne Clark (Croydon, Londres, 14 de mayo de 1960) es una poeta, cantante y compositora británica. Bajo su firma, es coautora de más de quince álbumes del género spoken word, en colaboración con diferentes músicos. Sus discos Changing Places y Joined Up Writing contienen piezas de notable repercusión en el desarrollo de la música de baile electrónica.
Tras una adolescencia conflictiva en la que abandonó los estudios de Secundaria, Clark tomó contacto con la escena new wave, punk y post-punk de Londres, donde conoció a los colaboradores de sus primeros álbumes y realizó labores de gestión y agitación cultural. Su aportación como vocalista en los años 80 ha sido comparada con la de otras artistas de la palabra hablada como Patti Smith en la anterior década, y sus sencillos «Sleeper in Metropolis» y «Our Darkness», compuestos en colaboración con miembros de The Durrutti Column, se consideran clásicos del minimal techno. Obtuvo también un considerable éxito su pieza instrumental «Poem Without Words 2», cercana al género de la new age. En las posteriores décadas su actividad discográfica fue progresivamente más limitada, aunque ha realizado diversas giras y expandido su espectro musical hacia otros estilos, como el jazz o las músicas del mundo, y continúa en activo en la actualidad.

## Biografía y trayectoria

### Primeros años
Nació en el 14 de mayo de 1960 en Croydon (Londres, Inglaterra) en el seno de una familia multicultural y religiosa: su padre era pastor protestante de origen escocés, y su madre, una irlandesa católica. A pesar de ser una lectora prematuramente voraz, sus desavenencias con el rígido sistema educativo británico la llevaron a dejar los estudios con dieciséis años y a desempeñar diversos trabajos, entre ellos enfermera en el hospital psiquiátrico Cane Hill (experiencia que inspiraría la canción así titulada, de su disco Hopeless Cases) y encargada en tiendas de discos.
Este último empleo le puso en contacto con el sello discográfico Bonaparte Records y con el Warehouse Theatre, escenario autogestionado de conciertos de la escena punk londinense. Su colaboración con dicho espacio, como gestora no oficial, tuvo como fruto una programación abierta que combinó la poesía, el teatro o la danza con actuaciones de músicos como Siouxsie and the Banshees, The Durutti Column, The Damned o Paul Weller, que completaron varias veces el aforo de la sala. 
Anne Clark realizó su primer recitado en directo (con el acompañamiento musical de la banda A Cruel Memory) el 16 de febrero de 1981, en el club Cabaret Futura de Londres, como telonera de Depeche Mode. El éxito de esta interpretación le garantizó un público estable para sus sucesivas actuaciones, que en palabras de Chris Lark -en su ensayo Rock: The Rough Guide- eran «tan apasionantes como la obra de los pioneros del spoken word Patti Smith y John Cooper Clarke, en los primeros años de la escena punk».

### Década de 1980

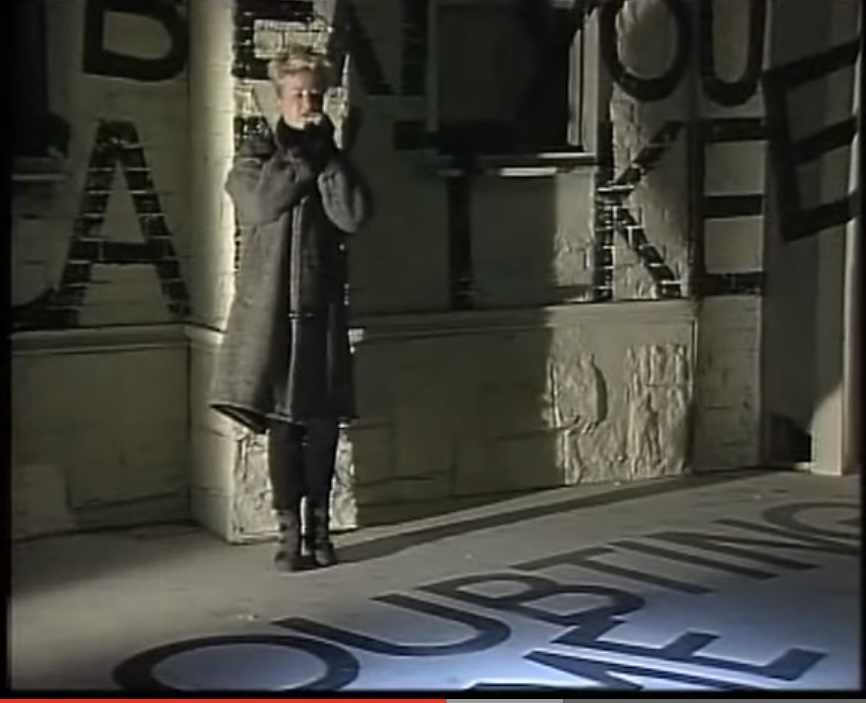
Anne Clark interpretando ‘Our Darkness’, en 1984.

En 1982 publicó su debut discográfico, el EP The Sitting Room, de una duración de quince minutos, en una filial de la discográfica Virgin. Con una reproducción en blanco y negro de un cuadro de Dante Gabriel Rosetti como portada, este lanzamiento contó con la música de Dominic Appleton, miembro de A Cruel Memory, y posteriormente colaborador de Faithless y This Mortal Coil.
El primer LP de Clark, Changing Places (1983), fue compuesto en colaboración con dos de los componentes de Durrutti Column, David Harrow y Vini Reilly. En él, se reafirmó su primera apuesta poética y musical: secuencias electrónicas minimalistas con letras que plasman una visión existencialista, íntima y claustrofóbica de la vida urbana en plena Guerra Fría, como se refleja en varias de sus piezas más celebradas: «Poem for a Nuclear Romance», «Wallies» y sobre todo «Sleeper in Metropolis».
La aportación musical de David Harrow se consolidó en el EP Joined Up Writing (1984), su trabajo más pesimista e inclinado hacia la dark wave, que incluye una de las piezas fundamentales de su producción, el revolucionario himno techno «Our Darkness», por el cual se considera a Anne Clark como pionera de la EBM, y el LP Hopeless Cases (1987), de tono más sereno y reflexivo, que se cierra con el tema instrumental con predominio del piano «Poem Without Words 2 - Journey by Night», uno de sus mayores éxitos. Entre ambos álbumes, publicó Pressure Points (1985), en colaboración con John Foxx, compositor y sintetista de la primera época de Ultravox, que produjo casi todos los temas y compuso cinco de los nueve que componen el disco, entre ellos el sencillo «Heaven».

### De la década de 1990 a la actualidad

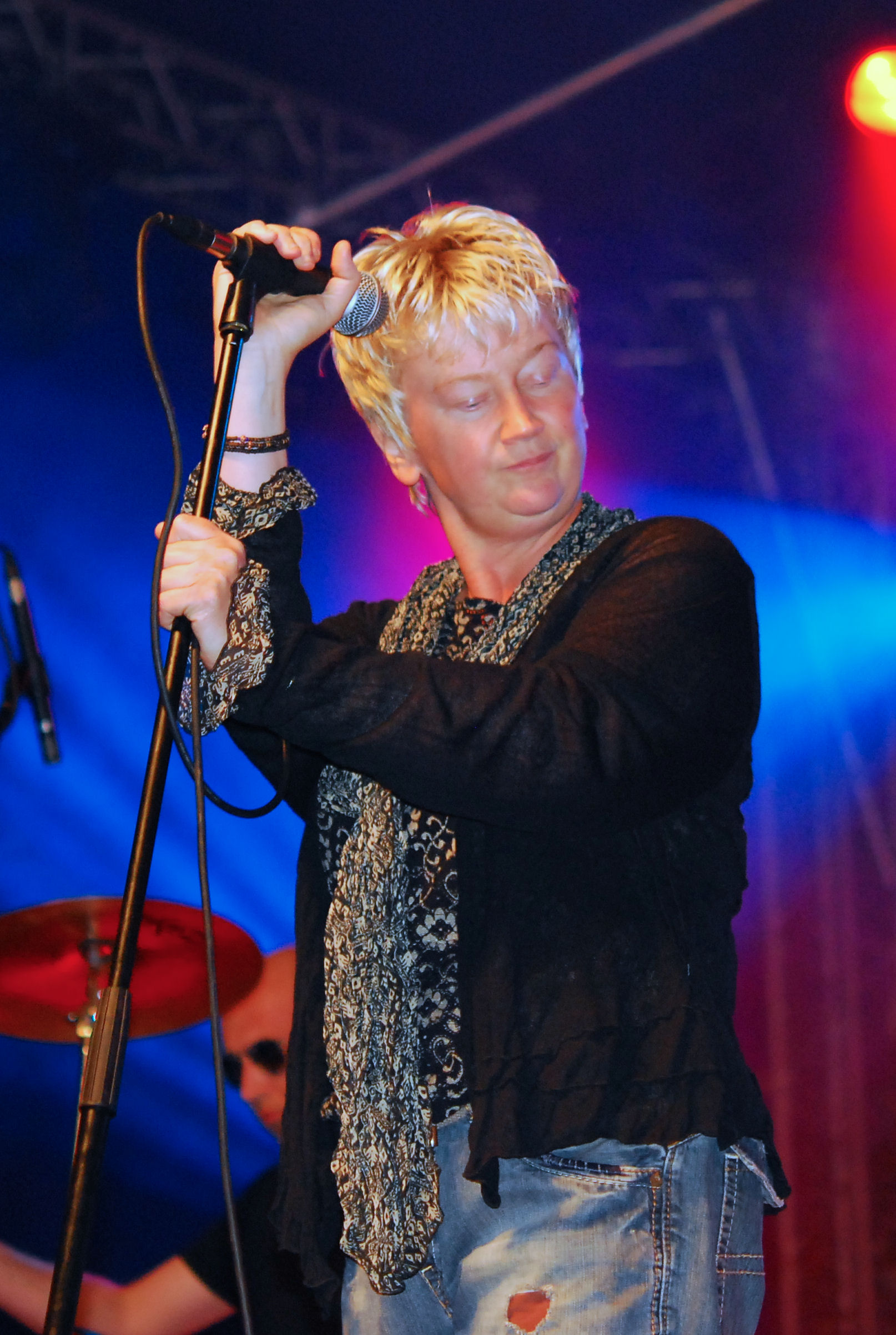
Clark en directo, 2008

Clark comenzó a mediados de los 80 una colaboración en vivo con el pianista Charlie Morgan (con el que realizó una gira por Estados Unidos, registrada en su disco en directo de 1988 RSPV), que tuvo como fruto el álbum de estudio Unstill Life (1991), con influencias del jazz escandinavo que conoció durante los años que vivió en Noruega a finales de la anterior década.
La prematura muerte de Morgan el año siguiente, a consecuencia de un cáncer, privó a la autora de uno de sus colaboradores más apreciados, al mismo tiempo que se acentuaban sus conflictos con la industria discográfica. En este contexto surgió su siguiente disco, The Law is an Anagram of Wealth (1993), que combina la electrónica con instrumentos clásicos, contando con la intervención de músicos como Tov Ramstad, Paul Downing y el multinstrumentista Martyn Bates, de la banda Eyeless in Gaza. La aportación de Bates marcó el giro de Anne Clark hacia un sonido más neoclásico, que se reafirmó en el directo Psychometry (1994), grabado en una iglesia del barrio berlinés de Kreuzberg, y los álbumes de estudio To Love and Be Loved (1995) y Just After Sunset (1998). En este último se recitan traducciones al inglés de poemas de Rainer Maria Rilke.
Clark ha continuado participando en proyectos con diferentes músicos, incluyendo exposiciones, remezclas y audiolibros, y actuando en giras durante las dos primeras décadas del siglo XXI. En este período destacó su álbum The Smallest Acts of Kindness (2008), después de un largo periodo de silencio discográfico. Esta obra supuso un retorno a los ritmos electrónicos; acerca de ella, la autora afirmó haber dirigido por completo, por primera vez en su carrera, todos los aspectos de la creación musical.
En 2020 Anne Clark fue diagnosticada de cáncer, por lo que se vio forzada a cancelar la gira europea que había programado. Tras un exitoso tratamiento, la artista reemprendió el tour de su proyecto Borderland, acompañada del pianista Nikolaus Jira y el violinista Justin Ciuche.

## Estilo, influencias y legado
Anne Clark ha descrito en entrevistas el eclecticismo de sus gustos musicales: desde clásicos del rock, el folk y el pop que escuchaba en su juventud (The Beatles, Rolling Stones, David Bowie, Tim Buckley, Joni Mitchell) hasta compositores clásicos como Bach, Chopin o Mozart, además de las bandas de punk y post-punk contemporáneas a ella. Dentro de la electrónica, se ha declarado admiradora de Brian Eno, Tangerine Dream, Laurie Anderson y Kraftwerk.
En sus letras, Clark desarrolla un estilo directo pero imbuido de nihilismo, crítica social y oscuridad existencial, especialmente en sus inicios: así, reflexiona sobre el suicidio en su canción «Self Destruct», sobre las relaciones amorosas tóxicas en «True Love Tales» (1984), sobre la marginación social en «Wallies», sobre la amenaza de la bomba atómica en «Poem for a Nuclear Romance», y plasma una sombría descripción de la alienación urbana en la futurista «Sleeper in Metropolis» (1983). Ante la pregunta de un periodista musical sobre cuál fue la inspiración de este último tema, la autora respondió con ironía: «¡Haber crecido en Croydon, al sur de Londres!». A lo largo de su carrera, ha musicado en sus canciones textos de algunos de sus poetas favoritos: E. E. Cummings, Rumi, William Butler Yeats, RIlke, Alice Oswald, Philip Larkin y Charles Baudelaire, entre otros. Respecto a su estilo de recitado, ha mencionado el influjo de la oratoria de Martin Luther King y de la cantante Patti Smith.
Actualmente se reconoce a Clark como una de las mayores exponentes del género musical del spoken word, y sus temas en colaboración con David Harrow «Our Darkness» y «Sleeper in Metropolis» son considerados clásicos pioneros del techno, el house, la música industrial y la EBM, siendo todavía pinchados en clubes de electrónica casi cuatro décadas después de su publicación. Como señala el periodista musical François Zappa, su contenido lírico supuso una excepción en el panorama dance: «escuchando la sarta de tonterías que durante tantas generaciones nos han hecho bailar, es difícil imaginar que el público una vez se movió al son de las profundas letras de la poeta inglesa Anne Clark».

## Discografía

### Álbumes y audiolibros
- 1982 – The Sitting Room (Inglaterra: Red Flame, Alemania: Virgin Schallplatten, posteriormente: Virgin Records/EMI; EP)
- 1983 – Changing Places (Inglaterra: Red Flame, Alemania: Virgin Schallplatten, posteriormente: Virgin/EMI)
- 1984 – Joined Up Writing (Inglaterra: Ink Records, posteriormente: Virgin/EMI; EP)
- 1985 – Pressure Points (Inglaterra: 10 Records, Alemania: Virgin Schallplatten; posteriormente: Virgin/EMI)
- 1987 – Hopeless Cases (Inglaterra: Ten, Alemania: Virgin Schallplatten, posteriormente: Virgin/EMI)
- 1988 – R.S.V.P. (Inglaterra: Ten; Alemania: Virgin Schallplatten, posteriormente: Virgin/EMI; LP en directo)
- 1991 – Unstill Life (SPV, posteriormente: Virgin/EMI)
- 1993 – The Law Is an Anagram of Wealth (Alemania: SPV)
- 1994 – Anne Clark and friends: Psychometry (SPV, posteriormente: Virgin/EMI; álbum en directo)
- 1995 – To Love and Be Loved (SPV, posteriormente: Warner/Chappell Music)
- 1997 – Wordprocessing: The Remix Project (Columbia Records/Sony BMG, posteriormente : Warner Chappell)
- 1998 – Anne Clark & Martyn Bates: Just After Sunset – The Poetry of Rainer Maria Rilke (Labor/Indigo, posteriormente: Warner Chappell, reedición en 2002: netMusicZone)
- 2003 – From the Heart – Live in Bratislava (netMusicZone)
- 2004 – Notes Taken, Traces Left (netMusicZone – Audiolibro)
- 2008 – The Smallest Acts of Kindness (netMusicZone)
- 2012 - Enough (con Murat Parlak; After Hours Productions)
- 2019 – Homage (The Silence Inside) (con Thomas Rückoldt; After Hours Productions)
- 2021 – Synaesthesia: Classics Reworked (FD Administration)
- 2022 - Borderland - Found Music for a Lost World (con Ulla Van Daelen & Justin Ciuche; Stockfisch Records)

### Singles
- 1984 – "Sleeper in Metropolis" (Rough Trade)
- 1984 – "Our Darkness" (Red Flame)
- 1984 – "Self Destruct" (Ten)
- 1985 – "Sleeper in Metropolis" (remezcla con David Harrow) (Ink)
- 1985 – "Wallies" (Ink)
- 1985 – "Heaven" (Ten/Virgin Schallplatten)
- 1986 – "True Love Tales" (Ink)
- 1987 – "Hope Road" (Ten)
- 1987 – "Homecoming" (Ten/Virgin Schallplatten)
- 1988 – "Our Darkness" / "Sleeper in Metropolis" / "Self Destruct" (Ink)
- 1990 – "Abuse" (SVP)
- 1991 – "Counter Act" (SVP)
- 1991 – "Counter Act" (Remixes) (SPV; sencillo/EP)
- 1992 – "If I Could" / "Our Darkness" (Remix) (SPV)
- 1993 – "The Haunted Road: Travelogue Mixes" (SPV)
- 1994 – "Elegy for a Lost Summer" (SPV)
- 1994 – "Elegy for a Lost Summer" (Remix) (SPV)
- 1996 – "Letter of Thanks to a Friend" (SPV; Bill Laswell remixes)
- 1997 – "Our Darkness" ('97 Remixes) (Columbia Records/Sony BMG)
- 1997 – "Sleeper in Metropolis" ('97 Remixes) (Gang Go, Columbia Records/Sony BMG)
- 1998 – "Wallies (Night of the Hunter)" ('98 Remixes) (Columbia Records/Sony BMG)
- 2002 – "The Hardest Heart" – Blank & Jones featuring Anne Clark (Gang Go/Warner)
- 2003 – "Sleeper in Metropolis 3000" (Gang Go/Warner)
- 2008 – "Full Moon" (netMusicZone)
- 2014 – LifeWires (EP featuring herrB)

### Recopilatorios
- 1986 – An Ordinary Life (Great Expectations/Ink)
- 1986 – Trilogy (Ink)
- 1986 – Terra Incognita (Ink)
- 1991 – The Last Emotion (Beehive Productions)
- 1994 – The Best of Anne Clark (Beehive Productions)
- 1996 – Anne Clark: Nineties – a Fine Collection (Steamhammer)
- 2003 – Dream Made Real (Noble Price/TIM)
- 2007 – Remix Collection (netMusicZone)
- 2010 – Past & Future Tense Chapter One (After Hours Productions/Believe Digital)
- 2011 – Die Künstlichen Paradiese  (Hörbuch Hamburg/Radio Bremen)